# Eumerus xiaohe
Eumerus xiaohe är en tvåvingeart som beskrevs av Huo, Ren och Zheng 2007. Eumerus xiaohe ingår i släktet månblomflugor, och familjen blomflugor. Inga underarter finns listade i Catalogue of Life.